# 審判ブレザー
審判ブレザー（しんぱんブレザー）とは、野球の審判員が着用するブレザー。春先や秋口から冬にかけての試合で着用され、かつては球審はもちろん塁審、外審も着用したが、現在は北米のメジャーリーグベースボール、日本プロ野球、高校野球でも球審しかブレザーを着用せず、塁審・外審はブルゾンを着用するのが流行といえる。
しかし、ブレザーを着用すると身が引き締まり、判定に好影響を与えるため絶対なくしてはならない服装であるという意見がある。
中にはブレザーを着用することを嫌っている審判員も存在する。プロ野球審判員の敷田直人は着膨れするからと言う理由でブレザーを一切着用しない。（実際に日本シリーズで審判員を務めた際も、球審の時は着用しなかった。）前述のように着膨れしたり動きづらくなると言う側面があることから、着用するか否かは各審判員に委ねられている。敷田の他にこのスタイルを好んでいる審判員には杉永政信、橋本信治審判員などが居る。一方で主にベテランの審判員からは支持が厚い側面もあり、東利夫、丹波幸一、笠原昌春、西本欣司審判員などが特にベテランの審判員からは良く支持されている。
一般のブレザーと違う点は、背中がノーフォーク仕様で両サイドのポケットがボール袋を兼ねて大きめに設計されているだけで、他は一般のブレザーと大差ない。また、メーカーによってはブレザー自体に撥水加工が施されている物や、ストレッチ素材が使われている物もある。色は紺色で、プロ野球ではパリーグが青色、アメリカンリーグではワインレッドのブレザーを着用していた時期もあった。